# Aristides Spínola
Aristides de Sousa Spínola (Caetité, 29 de agosto de 1850 — Rio de Janeiro, 9 de julho de 1925) foi um advogado, político, abolicionista e espírita brasileiro.

## Biografia
Aristides Spínola era filho do coronel Antônio de Sousa Spínola, de rica e tradicional família baiana, e de Constança Pereira.  
Cursou a Faculdade de Direito do Recife, colega de Castro Alves, Rui Barbosa, Plínio de Lima, sendo de todos o único a ser laureado. 
Após seu brilhante curso, foi nomeado pelo Imperador D. Pedro II presidente da província de Goiás. Desde cedo afeito à carreira política, por sucessivos mandatos ocupou uma cadeira no Congresso Nacional, como Deputado.
Desta sua passagem pela política alguns episódios marcaram tanto que acabou tornando-se personagem do romance Sinhazinha, do  Afrânio Peixoto.
Converte-se, em fins do século XIX, ao Espiritismo, dedicando-se quase exclusivamente à causa, inclusive como advogado de médiuns, então perseguidos. Presidiu a Federação Espírita Brasileira (FEB), em diversas ocasiões.

## Atuação espírita
Aristides Spínola era, no dizer do médium Divaldo Franco, um espírito completista, dos que vinham para "completar uma missão". De fato, quando converte-se ao Espiritismo, o movimento espírita passa por grandes dificuldades, decorrentes da intolerância religiosa que sofria.
Filia-se à Federação Espírita Brasileira em 1905, ano em que funda, na cidade natal, o Centro Psíquico de Caetité, hoje com seu nome. Na FEB acaba sendo eleito para a vice-presidência, até 1913. Em 1914 é eleito seu presidente por dois períodos consecutivos até 1917, quando novamente ocupa a vice-presidência. Foi, então, novamente eleito para o cargo maior da entidade de 1922 a 1924. No ano em que falece, ocupava pela terceira vez a vice-presidência.
Sua bondade e desapego impressionou entre outros a Hermes Lima, este que viria a ser primeiro-ministro do Brasil e membro da Academia,.

## Governo de Goiás
Foi presidente da província de Goiás, nomeado por carta imperial de 9 de janeiro de 1879, de 18 de março de 1879 a 28 de dezembro de 1880.

## Homenagens
- Aristides Spínola figura como personagem no romance Sinhazinha, de Afrânio Peixoto.
- Em sua cidade natal dá nome ao Centro Espírita Aristides Spínola, fundado em 1905.
- A Academia Caetiteense de Letras tem-no por Patrono em sua Cadeira número 4.